# 插桥站
插桥站（：／ Sapgyo yeok */?）是位于韩国忠清南道禮山郡插桥邑的一个车站，属于长项线。

## 历史
- 1923年11月1日 - 落成使用。
- 1973年11月1日 - 更名为修德寺站。
- 1980年11月1日 - 重新改为现在名称。

## 相鄰車站
韩國鐵道公社
長項線
禮山－插橋－華陽